# Рогозянський заказник
Рогозя́нський зака́зник — гідрологічний заказник місцевого значення в Україні. Об'єкт природно-заповідного фонду Харківської області. 
Розташована на території Золочівського району Харківської області, на північ від села Цапівка. 
Площа 40 га. Статус присвоєно згідно з рішенням облради від 23.02.1999 року. Перебуває у віданні: Золочівська райдержадміністрація. 
Статус присвоєно для збереження місць формування витоку річки Рогозянка. Є поселення бобрів, у прилеглих балках — цінна лучна і степова рослинність.